# 新海まき
NEW　ＰＩＥＣＥ
新海 まき（しんかい まき、1998年3月3日 - ）は、日本のグラビアアイドル。フィット、フリーランスを経て、NEW PIECE所属。神奈川県出身。
アイドル活動（アイドル P.IDL、ダンスボーカルグループ BYME、J-ロック系アーティストグループ SacredMaiden）などを経て、2021年5月にグラビアデビューを果たし現在に至る。グラビアネクスト2020審査員特別賞受賞。

## 来歴
幼少時代から姉の後ろに隠れる引っ込み思案の少女だったが、高校生の時に渋谷でスカウトされ芸能界入り。
2014年2月1日から2017年6月26日まで、アイドルグループP.IDLに加入。
日本コロムビアに所属し、2019年4月から2019年9月23日までダンスボーカルグループBYMEに加入。
2019年11月1日、Sacred maiden結成。
2020年11月、グラビアネクスト2020オーディションに参加、審査員特別賞を受賞。
2020年12月、株式会社フィットに所属。
2021年4月に行われた「グラビアネクスト2021プロモーションアンバサダー」決定戦で1位になり、名を冠した称号・「ViVi」1P掲載・各種SNS広告掲載を受賞。
2023年11月14日をもって株式会社フィットを退所。以降フリーランスとして活動。
2024年10月2日に芸能事務所NEW PIECE所属を発表。

## 人物
- 特技：韓国語、ダンス[1]
- 趣味：筋力トレーニング、登山、ピラティス、アクセサリー作り[1] 海外旅行
- チャームポイント：笑顔、唇、ほっぺのホクロ、笑った時のエクボ
- TikTokはフォロワー40万人を持つ（2023年4月現時点）
- Instagramは19万人 オシャレな投稿を掲載中 （2024年7月現時点）
- 令和のボディコンお姉さん、令和版 きれいなおねえさんと、キャッチフレーズが付く。
- TikTokのリスナーが海外の方が多い為、中国語、英語を独学で勉強中。

## 出演

### テレビ
- よゐこ風呂（2021年5月14日、フジテレビONE）[5]
- 極楽山本 ロンブー亮の『ARIGATEENA TV』（2021年9月5日、テレビ埼玉） - グラビアPR動画
- ゴッドタン（2021年11月13日、テレビ東京）
- ヒロミと指原の恋のお世話始めました（2022年3月3日、AbemaTV）
- 脚本芸人 第1夜・第2夜（2022年6月22日・23日、フジテレビ） - エンドロール
- グラ飯（7月29日、ニコニコ生放送）
- SHOW激！今夜もドル箱（2022年9月27日、テレビ東京）
- SHOW激！今夜もドル箱（2023年1月31日、テレビ東京）

### CM
- 伊東園ホテルズ×美少女図鑑「女子旅〜春の温泉旅篇〜」（2021年）カラオケ 歌広場
- ゴッドタン 番組内CM ザリーヴ（2023年6月 - 、テレビ東京）

### ラジオ
- 渋谷クロスFM ラジオ 写写ラジ（2021年7月30日、ミス FLASH 2022 セミファイナリスト出演）
- 渋谷クロスFM ラジオ 写写ラジ（2021年8月30日、ミス FLASH 2022 FAINAL）

### カラオケ
- カラオケ LIVE DAM グラビアカラオケ グラカラ 新海まき出演 2022年2月15日よりカラオケLIVEDAM Aiにて配信スタート

### YouTube
- 公開生放送 グラドル部（2023年2月3日）

### SNS
- グラビア情報サイト「GRAZIE -グラッチェ-」（2022年1月） - 年賀状応募者全員プレゼント企画

### ウェブサイト
- サブラネット（2021年5月27日）
- ヤンマガWeb（2022年3月1日）

新海まきが水着で配達員 無料版、有料版公開
- 東京カレンダー webドラマ、港区女子 第4話（2022年7月22日） - 斎藤夏希 役
- ヤンマガWeb『君と僕とフェチと』

「もこもこ×水着」無料版、有料版公開（2022年11月12日）
- ヤンマガWeb『君と僕とフェチと』

「新海まき×パンスト」無料版、有料版公開（2022年11月19日）

## 書籍

### 雑誌
- 週刊SPA! 2021年5月18日号（2021年5月11日、扶桑社）
- 週刊プレイボーイ 2021年No23、2021年6月7日号（2021年5月24日、集英社）
- 月刊サイゾー 2021年6月号（2021年5月24日、サイゾー）
- EX MAX! 2021年7月号（2021年5月26日、楽楽出版）
- PEACE COMBAT Vol.43（2021年5月27日、トランスワールドジャパン）
- 夕刊フジ（2021年6月9日、新聞掲載）
- 週刊プレイボーイ 2021年No31.32、2021年8月9日号（2021年7月19日、集英社）
- ViVi 2021年9月号（7月20日発売、講談社）
- ヤングキングBULL 2021年10月号（2021年9月6日、少年画報社）
- Swell（2021年9月7日、メディアパル）
- 月刊エンタメ 2021年11月号（2021年9月30日、徳間書店）
- 月刊サイゾー 2022年1・2月合併号（2022年1月18日、サイゾー）
- 週刊プレイボーイ 2022年5月23日号（2022年5月2日発売、集英社）
- 月刊サイゾー 2022年10・11月号（2022年10月18日、サイゾー）

### カレンダー
- 卓上カレンダー（2021年11月6日）
- 壁掛けカレンダー（2021年12月12日）

## 作品

### イメージDVD
- 見つめ続けて（2023年1月27日、エスデジタル）[6][7]
- 素肌（2023年5月24日、イーネット・フロンティア）[8]
- 6時間目、お姉さん（2025年6月24日、エアーコントロール）[9][10]

### デジタル写真集
- Uber Eatsの美人配達員のカラダがスゴイ（2021年5月24日、集英社［週プレ PHOTO BOOK］、撮影：薮下剛士）[11]
- はじめての秘密の休日（2021年7月16日、扶桑社［SPA!デジタル写真集］、撮影：中山雅文）[12]
- ジューシー・イーツ 1･2･DX（2022年4月15日、小学館［sabra net e-Book］）[13][14][15]
- 新海まきが水着で配達員（2022年8月19日、講談社［ヤンマガデジタル写真集］、撮影：田中智久）[16]
- 新海まきが水着でピラティス（2022年8月19日、講談社［ヤンマガデジタル写真集］、撮影：田中智久）[17]
- MAKI MODE 見つめ続けて（2023年8月10日、ドラゴンフライブック）
- 週刊GIRLS-PEDIA 043（2023年12月1日、KADOKAWA）[18]
- 彼女は最高！（2024年12月6日、小学館［週刊ポストデジタル写真集］、撮影：細居幸次郎）[19]

## お仕事

### イベント
- SGCスーパーライブ（2013年6月1日、有明コロシアム）
- 東京ガールズコレクション（2019年9月7日、さいたまスーパーアリーナ） - BYMEとしてオープニングアクトを飾る
- 名古屋ファッションフェスタ（2019年12月5日、Zepp名古屋） -  モデルとしてランウェイを歩く
- グラビアネクスト2020（2020年11月、配信アプリ、MixChannel） - オーディションに参加、審査員特別賞を受賞
- PEACE COMBAT GAMES VOL.15（2021年5月30日、ユニオンMET ＆ ユニオンベース）
- フレッシュ スペシャル大撮影会in川越プール（2021年6月13日、川越水上公園）
- 所属事務所 フィット 夏の大撮影会（2021年7月25日、スタジオARIA）
- 週刊 SPA!「SPA!フェス2021 プール撮影会 ＆ ミスSPA!第2次選考 in さいたま水上公園」（2021年9月4日） - ゲスト出演
- ミス FLASH 2022 所信表明 お披露目会（2021年9月19日）
- ミス FLASH 2022ファイナル プール撮影会（2021年9月23日）
- ミス FLASH 2022 スタジオ撮影会（2021年10月17日）
- グラビアネクスト2021（2021年10月30日） - アンバサダーとして授賞式に参加
- 新海まき卓上カレンダー発売記念 ネットサイン会（2021年11月21日）
- 所属事務所 フィット 新海まき壁掛けカレンダー発売記念イベント（2021年12月12日、レンタルスペースさくら恵比寿南）
- 所属事務所 フィット クリスマスオンラインチェキトーク（2021年12月25日）
- 所属事務所 フィット 大忘年会2021（2021年12月30日、Alice aqua garden 品川）
- よみうりランドプール撮影会（2022年6月19日、よみうりランドプールWAI）
- 所属事務所 フィット 新海まき 夏のオンライントーク・チェキ会イベント2022（2022年7月10日）
- フレッシュ スペシャル大撮影会（2022年8月27日、プラネアール木更津）
- 所属事務所 フィット 秋のコスプレ撮影会（2022年9月19日、pstudio）
- 所属事務所 フィット 夜の文化祭（2022年9月19日、多目的スペースL）
- 週刊SPA! 「SPA! フェス プール撮影会 in しらこばと水上公園」（2022年9月23日） - ゲスト出演
- GMOアダム社主催「日本グラビアクイーンコンテスト」（2022年8月5日 - ）
- 第42回ザ・グレイテストボクシング（2022年12月2日、後楽園ホール） - ザ・グレイテストガール（ラウンドガール）
- 所属事務所 フィット グラビア撮影会（2022年12月3日、スタジオab）
- 所属事務所 フィット グラビア撮影会（2022年12月24日 スタジオDebbie's）
- 所属事務所 フィット 大忘年会（2022年12月29日、Alice aqua garden 品川）
- 所属事務所 フィット 謹賀新年撮影会（2023年1月14日、なでしこの花）
- 所属事務所 フィット グラビア撮影会（2023年1月28日、スタジオコフ）
- 所属事務所 フィット グラドル部 YouTube公開生放送（2023年2月3日、秋葉原トークライブ BAR from scratch）
- 1st.DVD 「見つめ続けて」発売記念イベント（2023年2月5日、ソフマップAKIBA）
- 所属事務所 フィット グラビア撮影会（2023年4月8日、LE CHATEAU（ル・シャトー））
- フレッシュ スペシャルプール大撮影会（2023年4月23日、しらこばと水上公園）
- 2nd.DVD「素肌」発売記念イベント（2023年5月28日、書泉ブックタワー9階)
- フィットを退所後に新海まき主催でオンライントークチェキ会開催 (2023年12月6日)
- クリスマスオンライントークチェキ会開催 (2023年12月25日)
- 新年オンライントークチェキ会開催 (2024年2月4日)